# Dwight Macdonald
Dwight Macdonald (ur. 24 marca 1906 w Nowym Jorku, zm. 19 grudnia 1982 tamże) – amerykański pisarz i dziennikarz, jeden z najwcześniejszych badaczy i krytyków kultury masowej.
Uczęszczał do Phillips Exeter Academy, elitarnej szkoły prywatnej. W 1928 ukończył studia na Uniwersytecie Yale. W połowie lat 30. stworzył swą własną filozofię polityczną. Czytywał Marksa, Lenina i Trockiego. Stał się entuzjastycznym antystalinistą. W 1937 przyłączył się do trockistów. Pisywał artykuły do miesięcznika partyjnego New International, ale w 1941 zakończyły się jego związki z trockistami. Od 1943 deklarował pacyfizm, występując również przeciwko II wojnie światowej. W 1944 rozpoczął wydawanie własnego pisma Politics. Początkowo miesięcznik, później zaś kwartalnik, zawierał eseje o tematyce politycznej i kulturalnej. Na jego łamach pisywali m.in. James Agee, John Berryman, Bruno Bettelheim, Albert Camus, Paul Goodman, Mary McCarthy, Marianne Moore czy Simone Weil. W 1955 Macdonald zaczął pracować dla The New Yorkera. Był także krytykiem filmowym w piśmie Esquire.
Macdonald należał do konserwatystów. W jego Teorii kultury masowej odnaleźć można postawę całkowicie odrzucającą kulturę masową. Kultura popularna według niego jest zagrożeniem dla kultury wysokiej. To właśnie przez nią w społeczeństwie pojawiają się bierni odbiorcy, zadowalający się odgórnie narzucanymi rozrywkami, normami. Ten radykalizm wynika nie tylko z tła historycznego, ale także tego, iż sam autor jako jeden z pierwszych podjął się opisania problemu tzw. mass culture. W latach późniejszych pojawiają się osoby zarówno krytykujące kulturą popularną, jak i jej broniące  (należy do nich polska socjolog Antonina Kłoskowska, która w swym dziele Kultura masowa. Krytyka i obrona daleka jest od konserwatyzmu Macdonalda).